# Mastrils

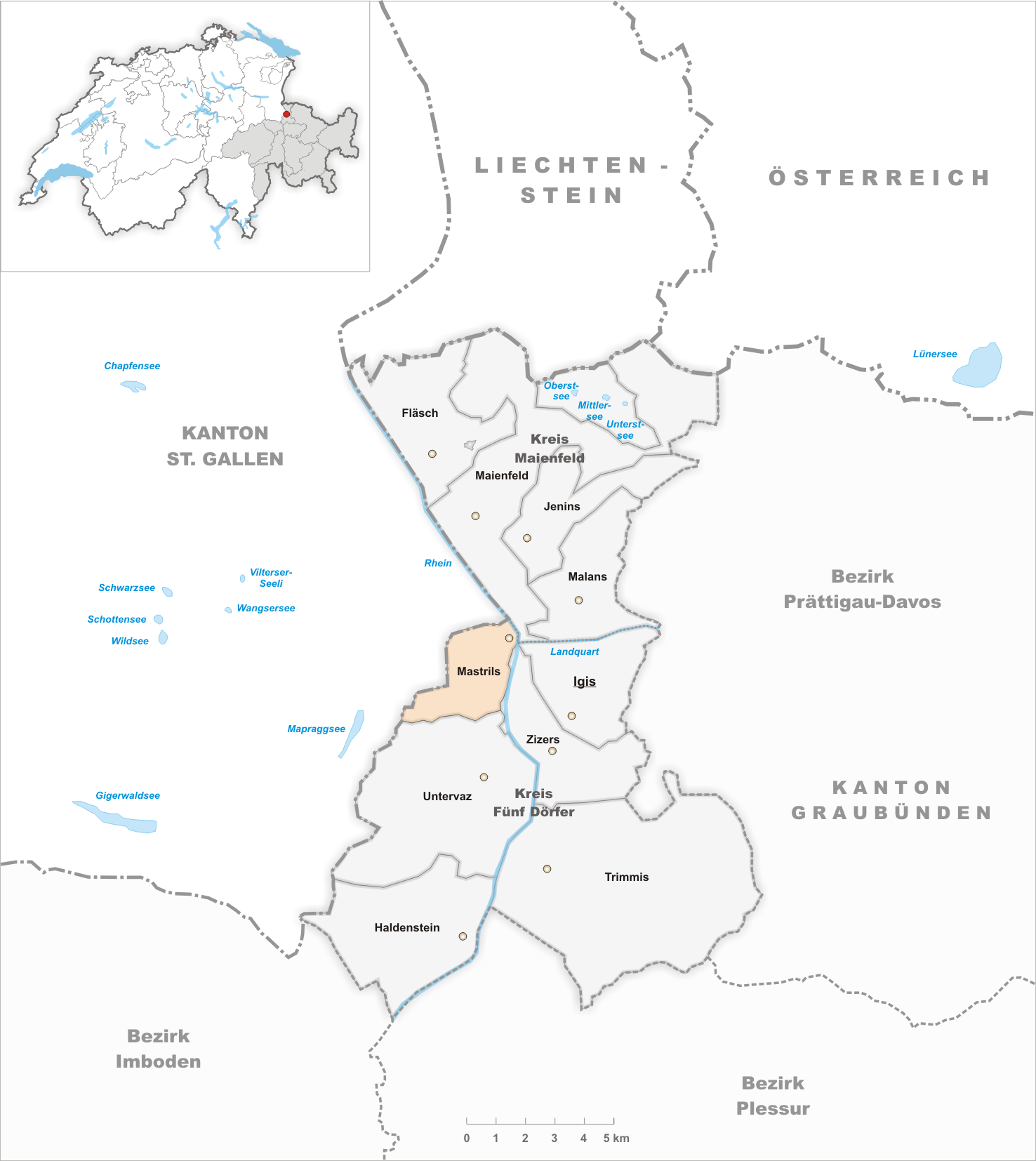
Gemeindestand vor der Fusion am 1. Januar 2012

Mastrils ist eine Ortschaft in der Gemeinde Landquart im Schweizer Kanton Graubünden.
Bis zum 31. Dezember 2011 war Mastrils eine eigene politische Gemeinde. Am 15. Mai 2011 stimmten die Einwohner von Igis und Mastrils einer Fusion ihrer Gemeinden zu. Die neue Gemeinde Landquart wurde auf den 1. Januar 2012 gebildet.

## Geographie
Mastrils liegt 13 Kilometer (Luftlinie) nördlich von Chur auf der linken Rheinseite, gegenüber der Mündung der Landquart. Das Territorium reicht vom hart am Hangfuss verlaufenden Rhein bis hinauf zum Grat des Calandamassivs, der unweit des Zweienchopfs den mit 1825 m ü. M. höchsten Punkt der Gemeinde markiert und nach Norden über Chimmispitz (1813 m) und Pizalun (1478 m) allmählich abfällt. Die Häuser liegen am Hang verstreut, einen eigentlichen Dorfkern gibt es nicht. Unmittelbar am Rheinufer befindet sich der Ortsteil Isla (554 m), die restlichen Siedlungen liegen zumeist nahe der Strasse, welche von der Tardisbrücke in mehreren Kehren nach Tretsch (690 m) hinauf führt. Oberhalb schliesst sich eine Zone von Maiensässen an.
Im Jahr 1997 wurden 23,9 % der Gemeindefläche landwirtschaftlich genutzt, der Wald nahm 68,8 % ein, die Siedlungen 2,5 %. Als unproduktiv galten 4,9 %.
Mastrils grenzt an Maienfeld, Zizers, Untervaz sowie die st.-gallischen Gemeinden Pfäfers und Bad Ragaz.

## Geschichte
1318 als Ponstrilserberg, 1345 als Bastrils und später als Ponstrils bezeichnet. Im Hochmittelalter wurde die Siedlung von Romanen, ab dem 14. Jahrhundert von Walsern kolonisiert und ab dem 15. Jahrhundert alemannisiert. Mastrils gehörte politisch und kirchlich zu Zizers. Mit Untervaz bestand eine Alpweidengemeinschaft, die 1554 aufgelöst wurde. 1526 wurden die Feudalrechte von Marschlins ausgekauft, 1568 und 1577 diejenigen des Bistums Chur und der Abtei Pfäfers.
Wie auch die Muttergemeinde ist der Ort seit dem 17. Jahrhundert konfessionell gemischt. Die beiden Kirchen wurden 1614 bzw. 1688 geweiht. Die 1613 bis 1614 erbaute Kirche ging während den Bündner Wirren an die Katholiken und wurde Maria vom Siege geweiht. 1644 wurde sie den Reformierten zurückgegeben; seit 1840 wird sie von Fläsch aus betreut. Die katholische Antoniuskirche, die 1686 bis 1688 errichtet wurde, löste sich 1727 von Zizers und wurde eine eigene, von Kapuzinern betreute Pfarrei. 1854 wurde Mastrils eine selbstständige Gemeinde. Das Schul- und Gemeindehaus besteht seit 1995.
Mastrils hat einen bedeutenden Forstsektor, wenig Gewerbe und einen Skilift. 2005 stellte der Dienstleistungssektor die Hälfte der Arbeitsplätze in Mastrils, die Landwirtschaft den grössten Teil der anderen Hälfte.

## Wappen
Das Wappen der früheren Gemeinde Mastrils galt bis 31. Dezember 2011 und sah wie folgt aus:
| Wappen von Mastrils | Blasonierung: «In Silber pfahlgestellt schwarzer Schlüssel» |
| Wappen von Mastrils | Grundlage des Wappens ist das Gemeindesiegel von 1600. Das Motiv bezieht sich auf den Patron der früheren Pfarrkirche von Mastrils in Zizers, den heiligen Petrus. Die Farben entsprechen denen des Gotteshausbundes. |

## Bevölkerung
| Jahr      | 1850 | 1900 | 1950 | 1970 | 1990 | 2000 |
| --------- | ---- | ---- | ---- | ---- | ---- | ---- |
| Einwohner | 460  | 322  | 433  | 464  | 585  | 529  |

## Wirtschaft
Mastrils hat sich im 20. Jahrhundert zur Pendlerwohnort entwickelt. Am Ort selbst waren (Stand 2000–2001) in der Land- und Forstwirtschaft 40 Personen beschäftigt, im gewerblichen Bereich 16 und im Dienstleistungssektor 23. Es gibt eine Schule, eine evangelische und katholische Kirche, drei Gaststätten, eine Pflegewohnung, ein Reisebüro, eine Skiliftanlage, ein Gasthaus sowie weitere kleingewerbliche Einrichtungen.

### Verkehr
Das Dorf ist mit einer Postautolinie zum Bahnhof Landquart ans Netz des öffentlichen Verkehrs angeschlossen.

## Sehenswürdigkeiten

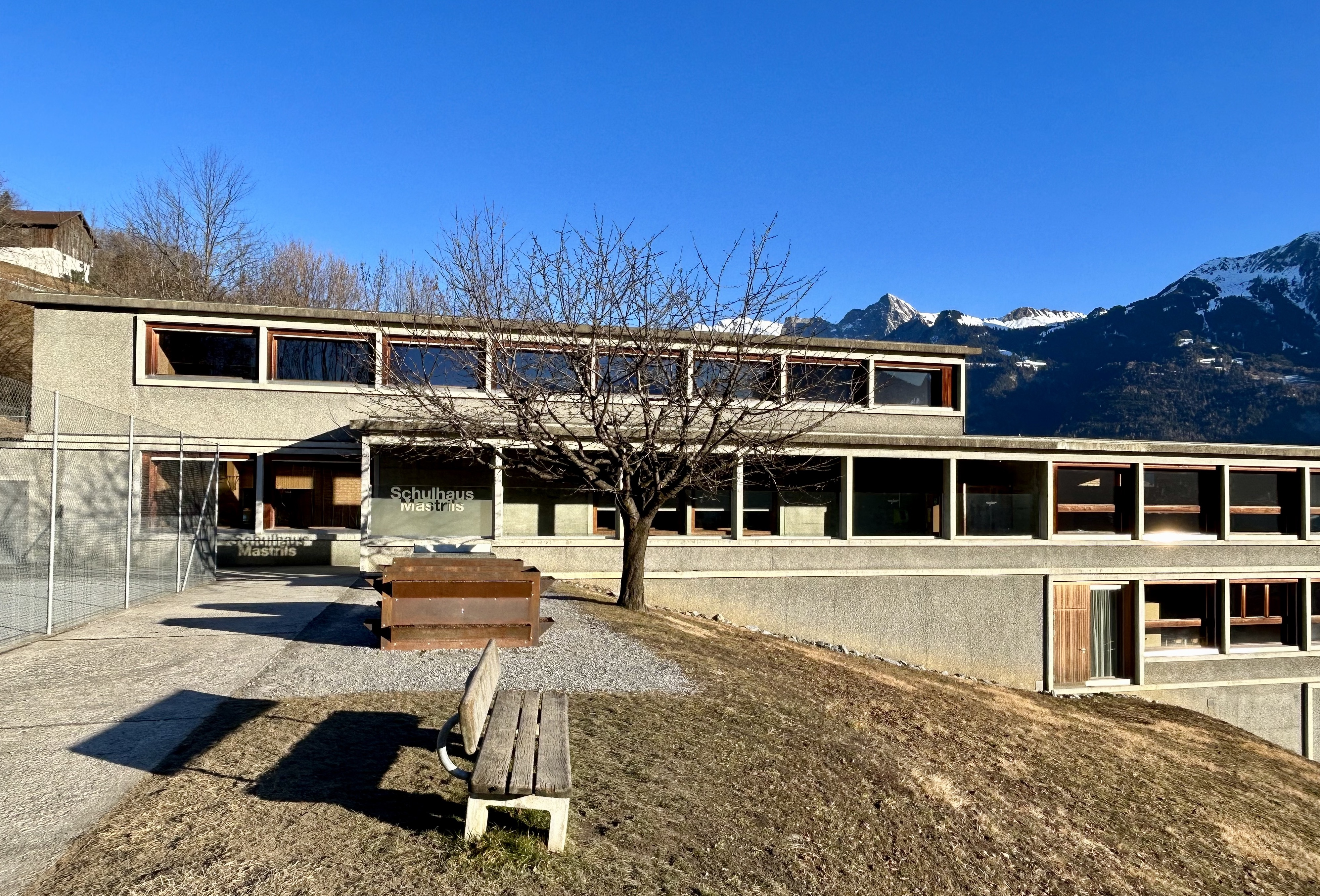
Schul- und Gemeindehaus Mastrils

- Unter Denkmalschutz stehen die katholische Pfarrkirche und die reformierte Dorfkirche.
- Schul- und Gemeindehaus Mastrils, 1995, Architekten: Andreas Hagmann, Dieter Jüngling[3]